# From Ashes Rise
From Ashes Rise es una banda estadounidense de hardcore punk formada en Nashville, Tennessee a mediados de los años 1990. Han ayudado a definir el estilo heavy-thrash incorporado al crust punk atribuido a bandas como His Hero is Gone y Tragedy al combinar acordes de guitarra disonantes con afinaciones graves.
Al igual que sus compañeros de Tragedy, la banda cambió su residencia a Portland, Oregón en el año 2001.

## Historia
A principios de 1997, Dave Atchison y Brad Boatright iniciaron la banda junto al guitarrista Jeff Andrews, el bajista Jason Piercey y el vocalista Marshall Perdue. Esta alineación inicial duraría muy poco tiempo, ya que posteriormente Jeff Andrews sería reemplazado por el guitarrista John Wilkerson. Una vez consolidados, la banda comienza una serie de giras por algunos estados de su país. Una vez finalizadas, Perdue deja la banda, con Boatright y Wilkerson haciéndose cargo de las voces. Con esta alineación la banda graba su primer EP 7", "Fragments Of A Fallen Sky", lanzado por Clean Plate Records en 1998.
Durante su primera gira por todo Estados Unidos, Piercey sale de la agrupación, dando como resultado que tengan que finalizar la gira sin un bajista.  En 1998, el bajista Billy Davis se une a la banda y graban el EP "Life and Death" con el sello Partners In Crime Records, propiedad de Davis. Después de la salida de Davis en 1999, Ryan Teetzen de la banda Burned Up Bled Dry ocupa su lugar, tocando sus dos primeros álbumes en formato 12" (Concrete And Steel y Silence) lanzados a través de Feral Ward Records. En el año 2001, Davis (ahora radicado en Portland y siendo parte de Tragedy) se une nuevamente a From Ashes Rise y graban las canciones para el álbum split 12" con la banda sueca Victims, lanzado a través de Havoc Records. En 2003, la banda firma contrato con Jade Tree y comienzan a escribir las canciones que formarían parte del su álbum Nightmares. Tomando influencia de bandas de crust punk de Escandinavia y Japón, así como del d-beat de Discharge, From Ashes Rise ayudó a forjar un sonido agresivo característico.  En 2004, Davis sale de nueva cuenta y antes de comenzar las giras por Estados Unidos y Europa es reemplazado por Derek Willman. La banda se separa en otoño de 2005 después de realizar una gira con la legendaria banda británica Subhumans.
El 12 de octubre de 2009, se reencontraron y se presentaron en el club Satyricon en Portland, evento anunciado el 21 de febrero de 2012 en su página de MySpace.  Seguido de este concierto y del relanzamiento de "Live Hell" en marzo, la banda retomó su actividad y salió de gira por Montreal, Los Ángeles, además de presentarse en el Maryland Deathfest en Baltimore, y en el festival Punk Illegal de Munkedal, Suecia.
En numerosas entrevistas a principios de 2010, los miembros de la banda insinuaron que habría nuevas grabaciones, y en enero de 2012, la banda grabó dos canciones- "Rejoice The End" y "Rage Of Sanity" para un EP 7" lanzado a través de Southern Lord Records.
El 25 de diciembre de 2011, en guitarrista/vocalista Brad Boatright fundó su propio sello discográfico, Audiosiege Media, el cual es una división de Moshpit Tragedy Records. Muchos lanzamientos de Audiosiege son producidos en el estudio de Brad en Portland.

## Integrantes
Actuales
- Dave Atchison – batería (1997–presente) (también en No Parade, Assassinate y Smoke or Fire)
- Brad Boatright – guitarra (1997–presente), voz (1998–presente) (también en Deathreat y Warcry, anteriormente en The Cooters, No Parade, Midnight, World Burns To Death y Lebanon)
- John Wilkerson – guitarra, voz (1998–presente) (también en Criminal Damage, anteriormente en Coldbringer yWelcome Home Walker)
- Derek Willman – bajo (2004–presente) (también en The Estranged, Coldbringer, Hellshock u Lebanon, anteriormente en Remains Of The Day)

Anteriores
- Marshall Perdue – vo< (1997–1998)
- Jeff Andrews – guitarra (1997–1998)
- Jason Piercey – bajo (1997–1998)
- Billy Davis – bajo (1998–1999; 2001–2004) (también en Deathreat y Tragedy)
- Ryan Teetzen – bass, vocals (1999–2001) (Also of the Fort Smith, Arkansas band Burned Up Bled Dry)

## Discografía
- Fragments of a Fallen Sky (1998), 7" por Clean Plate Records
- Life and Death (1999), 7" por Partners In Crime Records
- Concrete & Steel (2000), LP por Feral Ward Records
- Discography (2000), CD por Feral Ward Records
- Silence (2000), LP por Feral Ward Records
- From Ashes Rise/Victims (2003), split LP por Havoc Records
- Nightmares (2003), CD por Jade Tree / LP por Havoc Records
- Live Hell (2010), LP por Jade Tree
- Rejoice The End / Rage Of Sanity (2012), 7" por Southern Lords